# Abdussalam Magashy
Abdussalam Muhammad Magashy, född 6 april 1998, är en nigeriansk fotbollsspelare som spelar för Kalmar FF.

## Karriär

### Tidiga år
Magashy föddes i Kano och spelade först gatufotboll innan han som 14-åring började spela i FC Hearts. Under våren 2018 kom Magashy till Sverige för spel i division 3-klubben Växjö United. Magashy spelade 11 ligamatcher och gjorde två mål för klubben under den första halvan av säsongen.

### Kristianstad FC
I augusti 2018 värvades Magashy av division 1-klubben Kristianstad FC. Han spelade åtta ligamatcher och gjorde ett mål under hösten. I januari 2019 förlängde Magashy sitt kontrakt med Kristianstad. Han spelade 29 matcher och gjorde sex mål i Division 1 2019.

### IFK Värnamo
Inför säsongen 2020 värvades Magashy av IFK Värnamo. Han spelade 28 matcher och gjorde sex mål i Division 1 2020 då Värnamo blev uppflyttade till Superettan. Magashy gjorde sin Superettan-debut den 10 april 2021 i en 2–0-förlust mot Landskrona BoIS. Efter säsongen 2022 lämnade han klubben.

### AIK
Den 23 november 2022 meddelade AIK att de värvat Magashy som skrev på ett fyraårskontrakt med klubben. Efter säsongen 2023 lämnade Magashy, AIK för Kalmar FF. Han spelade 14 ligamatcher och gjorde 2 mål i Allsvenskan 2023.

### Kalmar FF
Den 20 februari 2024 skrev Magashy på ett treårskontrakt med Kalmar FF.